# Collegiata di San Medardo
La collegiata di San Medardo è il principale edificio religioso di Arcevia, in provincia di Ancona e diocesi di Senigallia; fa parte della vicaria di Ostra-Arcevia.

## Storia e descrizione
Una chiesa in questo luogo è testimoniata già dal 1208. La dedica al santo francese Medardo non ha una spiegazione sicura e documentata, né è chiaro a quando risalga esattamente. Unico dato certo è che la chiesa conserva una reliquia del santo. Nel 1585 papa Sisto V la eleva al rango di collegiata e dal 1634 la chiesa venne interamente ricostruita su progetto dell'architetto pisano Michele Buti e realizzata da Ascanio Passeri da Pergola, del quale si legge la firma sulla trabeazione esterna. I lavori furono completati nel 1702.
Il grande edificio ha una pianta a croce latina, ed è a navata unica con cupola poligonale. Conserva numerose e notevoli opere d'arte. Dopo la prima cappella a destra, dedicato ai caduti delle guerre mondiali, alla seconda cappella si trova una copia seicentesca della Maria Maddalena che contempla gli strumenti della passione di Guercino, alla terza una tela attribuita ad Ercole Ramazzani con la Liberazione delle anime dal Purgatorio e nella quarta l'Altare di Santa Teresa, ricco apparato ligneo di Leonardo Scaglia e Francesco Giglioni, della metà del XVII secolo.

Il transetto destro forma la Cappella di San Medardo, con l'altare ligneo dedicato al santo omonimo con le statue della Carità e Fortezza, Prudenza e Temperanza, altra opera di Leonardo Scaglia e Francesco Giglioni, anch'esso collocabile intorno alla metà del XVII secolo.

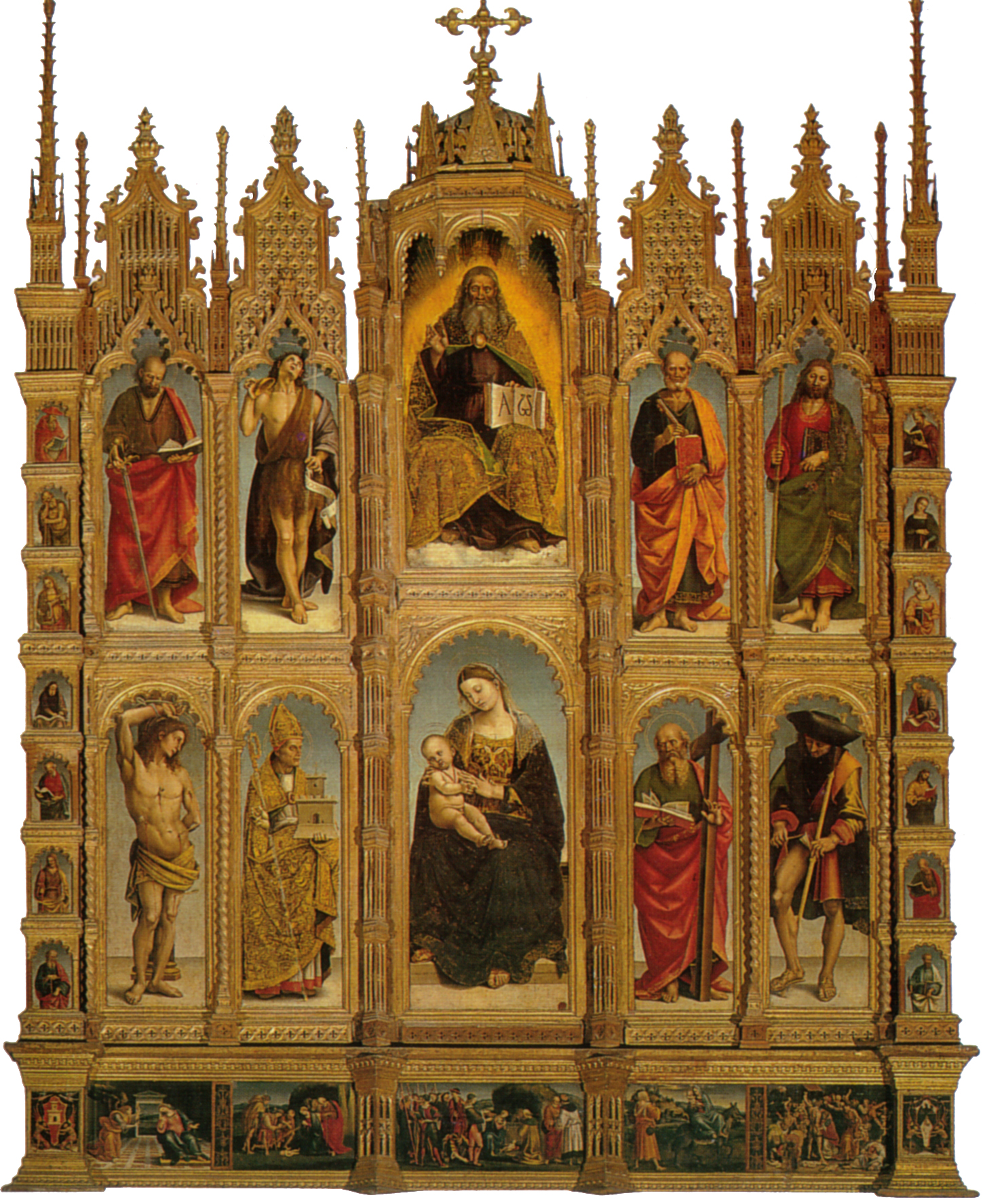
Il polittico di Arcevia.

Nel presbiterio, oltre al Giudizio Universale di Ercole Ramazzani (1597), e all'altare tardo ottocentesco, è il Polittico di Arcevia, dipinto a tempera su tavola (393x315 cm) di Luca Signorelli, del 1507. Rappresenta il Padre eterno, Madonna col Bambino e santi, e fu commissionato da Marco Vigerio I Della Rovere, vescovo di Senigallia. Dietro di esso è il coro ligneo intagliato e intarsiato di Corrado Teutonico, del 1488-1490.
Il transetto sinistro, o cappella del Rosario, ospita la Madonna col Bambino tra San Domenico e Santa Caterina di Simone Cantarini, del 1642. Alla parete laterale è collocata la tela di Ercole Ramazzani con l'Ascensione di Cristo, del 1594, proveniente dalla Chiesa di San Francesco di Piazza, in cui i modelli della Trasfigurazione di Raffaello e dell'Assunta di Lotto sono sintetizzati e ridotti ad un linguaggio piano e didascalico tipico della Controriforma.
La terza cappella sinistra mostra un'altra bella opera dello Scaglia e di Giglioni che ospita una Madonna col Bambino, Sant'Adriano e Santa Teresa replica con varianti della Pala dei Bolognesi del Domenichino. Tra questa cappella e la seconda è l'ingresso alla Cappella del Sacramento, al cui interno sono delle importanti robbiane: il Crocifisso di fra' Mattia della Robbia, la Madonna col Bambino tra i santi Giovanni Battista e Girolamo, dossale in ceramica invetriata detto "dei Miracoli" eseguito da Giovanni Della Robbia nel 1513, e un paliotto formato da frammenti di un altare. Da questa cappella si passa nel Battistero dove è l'altra opera di Luca Signorelli per la Collegiata, il Battesimo di Gesù, del 1508, con una cornice più antica di Corrado Teutonico con scomparti dipinti da Luca di Paolo.
Alla seconda cappella è la Madonna col Bambino e San Giuseppe che fanno visita a Sant'Anna e San Gioacchino di Piergentile da Matelica e Venanzio da Camerino, olio su tavola del 1529. In essa è anche un Presepe, terracotta attribuita ad Ercole Ramazzani.